# Pápaszemfű
A pápaszemfű (Biscutella) a keresztesvirágúak (Brassicales) rendjébe tartozó káposztafélék (Brassicaceae) családjának egyik nemzetsége mintegy tucatnyi fajjal.

## Származása, elterjedése
Legtöbb faja Közép-, illetve Dél-Európában él.

## Megjelenése, felépítése
A nemzetség magyar nevét terméséről kapta, ami alul és felül bemetszett, pápaszem alakú becő.

## Életmódja, termőhelye
Több faja tipikus hegyi növény. Egynyáriak és évelők egyaránt akadnak köztük. Magyarországon a dolomitsziklagyepek jellemző faja a korongpár (Biscutella laevigata).